# 리모델링 (음반)
《리모델링》은 2018년 10월 12일에 발매된 대한민국 록 밴드 크라잉넛의 정규 8집 앨범이다. 전작 7집이후 5년 만에 등장하였다.

## 수록곡
| #            | 제목                           | 작사·작곡    | 편곡         | 재생 시간 |
| ------------ | ------------------------------ | ------------ | ------------ | --------- |
| 1.           | 〈구닥다리 멜로디〉            | 이상혁       | 크라잉넛     | 3:33      |
| 2.           | 〈리모델링〉                   | 캡틴락       | 크라잉넛     | 1:45      |
| 3.           | 〈내 인생 마지막 토요일TITLE〉 | 김인수       | 크라잉넛     | 4:18      |
| 4.           | 〈길고양이〉                   | 캡틴락       | 크라잉넛     | 4:14      |
| 5.           | 〈잘생겨서 죄송합니다〉        | 김인수       | 크라잉넛     | 2:13      |
| 6.           | 〈심장의 노래〉                | 이상혁       | 크라잉넛     | 5:27      |
| 7.           | 〈이방인〉                     | 캡틴락       | 크라잉넛     | 3:13      |
| 8.           | 〈토요일 밤〉                  | 캡틴락       | 크라잉넛     | 3:14      |
| 9.           | 〈똥이 밀려와〉                | 이상혁       | 크라잉넛     | 4:03      |
| 10.          | 〈망상〉                       | 이상혁       | 크라잉넛     | 2:58      |
| 11.          | 〈우리들은 걷는다〉            | 이상면       | 크라잉넛     | 4:17      |
| 12.          | 〈운 좋게도 (2018 Mix)〉       | 이상혁       | 크라잉넛     | 3:58      |
| 총 재생 시간 | 총 재생 시간                   | 총 재생 시간 | 총 재생 시간 | 43:13     |

## 멤버 역할
- 박윤식 - 보컬, 기타
- 이상면 - 기타
- 한경록 - 베이스
- 이상혁 - 드럼
- 김인수 - 키보드